# Театр Кариньяно
Театр Кариньяно (итал. Teatro Carignano, Torino; полное название итал. Teatro dei Principi di Carignano) — муниципальный театр в итальянском городе Турин (область Пьемонт), основанный принцами Кариньяно в конце XVII века для местного дворянства; первое небольшое деревянное здание было уничтожено пожаром в 1786 год, но восстановлено уже через несколько месяцев. Весной 2007 года в современном здании начались ремонтные работы, завершенные к 2009 году: были восстановлены оригинальные входы и подвалы.

## История и описание
Театр Кариньяно был построен по указу принцев Кариньяно в конце XVII века: в тот момент это было небольшое деревянное здание, специально предназначенное для представлений, на которых присутствовали дворянские семьи. В 1719 году здесь состоялась мировая премьера спектакля «Il carceriere di se stesso», а в 1720 году — оперы «Venceslao» Джузеппе Бонивенти (1670—1727). В 1752 году нуждавшееся в ремонте здание было перестроено из камня — по проекту архитектора Бенедетто Альфиери (1699—1767). В 1786 году здание было уничтожено пожаром, но восстановлено уже через несколько месяцев.
В 1814 году в театре Кариньяно прошла мировая премьера оперы «Il servo padrone» Пьетро Дженерали, а в 1820 — «La schiava in Bagdad» Джованни Пачини. В 1935 году театр был частично перестроен в связи с реконструкцией улицы Via Roma; с 1977 года он управляется фондом «Teatro Stabile di Torino» (TST). Театр находится на площади Кариньяно, напротив одноименного дворца.